# میکروفیلتراسیون
میکروفیلتراسیون (به انگلیسی: micro-filtration) یا ریزپالایش، یکی از فرایندهای مهم غشایی می‌باشد که نیروی محرکه آن اختلاف فشار است. این روش برای جداسازی ذرات 0.1 الی10میکرون به کار می‌رود.دراین روش معمولاً مواد معلق کلوئیدی جدا می‌شود و مواد حل شده و ذرات ماکرو مولکول عبور می‌کند. از این روش برای جداسازی باکتریها، مواد معلق و مواد پلیمری استفاده می‌شود.